# (73943) 1997 SE15
(73943) 1997 SE15 – planetoida z pasa głównego asteroid okrążająca Słońce w ciągu 5,6 lat w średniej odległości 3,15 j.a. Odkryta 28 września 1997 roku.